# Ordina Open 2006 - Qualificazioni doppio femminile
Le qualificazioni del doppio femminile dell'Ordina Open 2006 sono state un torneo di tennis preliminare per accedere alla fase finale della manifestazione. I vincitori dell'ultimo turno sono entrati di diritto nel tabellone principale. In caso di ritiro di uno o più giocatori aventi diritto a questi sono subentrati i lucky loser, ossia i giocatori che hanno perso nell'ultimo turno ma che avevano una classifica più alta rispetto agli altri partecipanti che avevano comunque perso nel turno finale.
Le qualificazioni del doppio del torneo Ordina Open 2006 prevedevano 4 coppie partecipanti di cui una è entrata nel tabellone principale.

## Teste di serie
1. Līga Dekmeijere /  Trudi Musgrave (primo turno)

1. Marta Domachowska /  Julia Schruff (primo turno)

## Tabellone

### Legenda
| - Q = Qualificato - WC = Wild card - LL = Lucky loser | - ALT = Alternate - SE = Special Exempt - PR = Protected Ranking | - w/o = Walkover - r = Ritirato - d = Squalificato |

|  | Primo turno | Primo turno                        | Primo turno                        | Primo turno                        | Primo turno |  |  | Ultimo turno                       | Ultimo turno                       | Ultimo turno                       | Ultimo turno | Ultimo turno |  |
|  |             |                                    |                                    |                                    |             |  |  |                                    |                                    |                                    |              |              |  |
|  |             | Marrit Boonstra Caroline Schneider | Marrit Boonstra Caroline Schneider | Marrit Boonstra Caroline Schneider | 8           |  |  |                                    |                                    |                                    |              |              |  |
|  | 1           | Līga Dekmeijere Trudi Musgrave     | Līga Dekmeijere Trudi Musgrave     | Līga Dekmeijere Trudi Musgrave     | 5           |  |  | Marrit Boonstra Caroline Schneider | Marrit Boonstra Caroline Schneider | Marrit Boonstra Caroline Schneider | 4            | 4            |  |
|  |             | Klaudia Jans Alicja Rosolska       | Klaudia Jans Alicja Rosolska       | 8                                  | 0           |  |  | Klaudia Jans Alicja Rosolska       | Klaudia Jans Alicja Rosolska       | Klaudia Jans Alicja Rosolska       | 6            | 6            |  |
|  | 2           | Marta Domachowska Julia Schruff    | Marta Domachowska Julia Schruff    | 6                                  | 0           |  |  |                                    |                                    |                                    |              |              |  |